# Götaland
Götaland is het zuidelijkste landsdeel van Zweden. Het is een heuvelachtig gebied tot circa 377 meter hoog en aan de kust is het laag.
De vegetatie bestaat uit loofbomen zoals de beuk en de berk. Ook zijn er naaldbossen.
In Götaland liggen ook grote meren zoals het grootste meer van Zweden, het Vänermeer.
Götaland bestaat uit de volgende landschappen:
- Blekinge
- Bohuslän
- Dalsland
- Gotland
- Halland
- Öland
- Östergötland
- Skåne
- Småland
- Västergötland

Enkele steden in Götaland zijn: Jönköping, Norrköping, Linköping, Göteborg, Malmö, Helsingborg.